# Eusarsiella uncus
Eusarsiella uncus är en kräftdjursart som beskrevs av Louis S. Kornicker 1986. Eusarsiella uncus ingår i släktet Eusarsiella och familjen Sarsiellidae. Inga underarter finns listade i Catalogue of Life.